# Paragymnopleurus stipes
Paragymnopleurus stipes är en skalbaggsart som beskrevs av Sharp 1875. Paragymnopleurus stipes ingår i släktet Paragymnopleurus och familjen bladhorningar. Utöver nominatformen finns också underarten P. s. japonicus.